# Белая лазоревка
Бе́лая лазо́ревка, или князёк (лат. Cyanistes cyanus) — небольшая певчая птица семейства синицевых, распространённая преимущественно в Европе восточнее Беларуси, южной Сибири и Средней Азии. Ведёт оседлый образ жизни, в зимнее время кочует в пределах гнездового ареала.
Близкая родственница обыкновенной лазоревки, по сравнению с которой легко выделяется белой, а не голубой шапочкой перьев на голове. Другая особенность этого вида — более скрытный образ жизни в сезон размножения: большую часть времени она проводит по берегам водоёмов в зарослях кустарника или тростника, в густом подлеске лиственного или смешанного леса, по заросшим участкам болот. Питается мелкими насекомыми и пауками, а зимой также ягодами и семенами растений. Гнездится с апреля по июнь.
На большей части территории редкая птица. Европейский подвид C. c. cyanus включён в Красные книги России (IV категория, спорадически распространенный подвид) и Беларуси (III категория, уязвимый вид), а также региональные Красные книги. Кроме того, белая лазоревка занесена в Приложение 2 Бернской Конвенции об охране дикой фауны и флоры и природных сред обитания в Европе.

## Описание

### Внешний вид
Небольшая и очень подвижная синица с характерным голубовато-белым оперением. Длина тела 12—15 см, размах крыльев 19—22 см, масса 10—16 г. Голова белая с тёмной полоской, ведущей от основания клюва через глаз на затылок. Спина серая с голубоватым оттенком. Крылья голубые, более тёмные на фоне спины, с белой поперечной полосой посередине. Хвост также голубой, но отмечен светлой каёмкой, образованной белыми перьями крайних рулевых. Нижняя часть белая с тёмным пятном на груди и верхней части брюшка. Самец и самка выглядят сходно, хотя для самцов в среднем характерны более тёмные, насыщенные тона. Молодые птицы похожи на самку, отличаясь от них более размытыми, грязноватыми оттенками на белом фоне.

### Голос
Обычно немногословная птица, но обладает разнообразным репертуаром и по характеру пения имеет много общего с обыкновенной лазоревкой. Обычная позывка — мягкое и нередко достаточно невнятное «цррр» или «цирр-цирр-цирррр». Иногда издаёт короткую звонкую трель, исполняемую на высоких нотах и похожую на звук колокольчика — «ци-ци-циррррзь».

## Распространение
Область распространения включает в себя узкую полосу центральной Евразии от Беларуси на восток до побережья Японского моря. Охватывает южную часть лесной зоны, лесостепные и частично степные районы. Наиболее многочисленна на восточных склонах Урала и юге Западной Сибири, на остальной части ареала редкая птица. Повсюду встречается спорадично.
В Беларуси постоянно гнездится в долине Припяти и её притоков, единичные встречи отмечены в Брестской области. В европейской части России гнездится мозаично в небольшом промежутке между 58° с. ш. (Тверская, Вологодская, Кировская и Пермская области) и 52° с. ш. (Липецкая, Воронежская, Рязанская области, Татарстан, Башкортостан, Оренбургская область). В Сибири встречается в долинах рек Минусинской котловины, в окрестностях озера Сарат, изредка в долине Енисея, в Забайкалье, в долинах Аргуни, Амура и Уссури. На Оби к северу до 61-й параллели, восточнее до 56° с. ш. (районы Томска и Красноярска), на Байкале до 55-й параллели, на Дальнем Востоке до 52° с. ш..
В Казахстане распространена в лесостепных и степных районах на севере страны, а также на юго-востоке в горах Тянь-Шаня, Джунгарского Алатау, Тарбагатая, долине средней и верхней Или. Горные популяции также захватывают Кыргызстан, северный Таджикистан и прилегающие к ним районы китайского автономного района Синьцзян. Наконец, гнездовья белой лазоревки отмечены в северной Монголии и на северо-востоке Китая севернее 44-й параллели.

## Места обитания
В равнинной части ареала населяет пойменные лиственные и смешанные леса с хорошо развитым подлеском, тополиные рощи, заросли кустарников в поймах рек, высокотравные и тростниковые болота, густые лесопосадки по краям канав и полей, плодовые сады. Отдаёт предпочтение низким и сырым, нередко заболоченным участкам с участием лиственных пород деревьев — ивы, ольхи, тополя, берёзы, а также зарослями тростника, осоки или крапивы. На возвышенностях селится в берёзовых рощах с подлеском из ивы и лиственницы, молодых посадок можжевельника и ели. В гористой местности населяет разнообразные лиственные и смешанные леса. На Алтае встречается до 1800 м над уровнем моря, на Тянь-Шане до 2500 м над уровнем моря. В отличие от обыкновенной лазоревки скрытные птицы, часть времени проводят в глубине густой растительности.

## Размножение

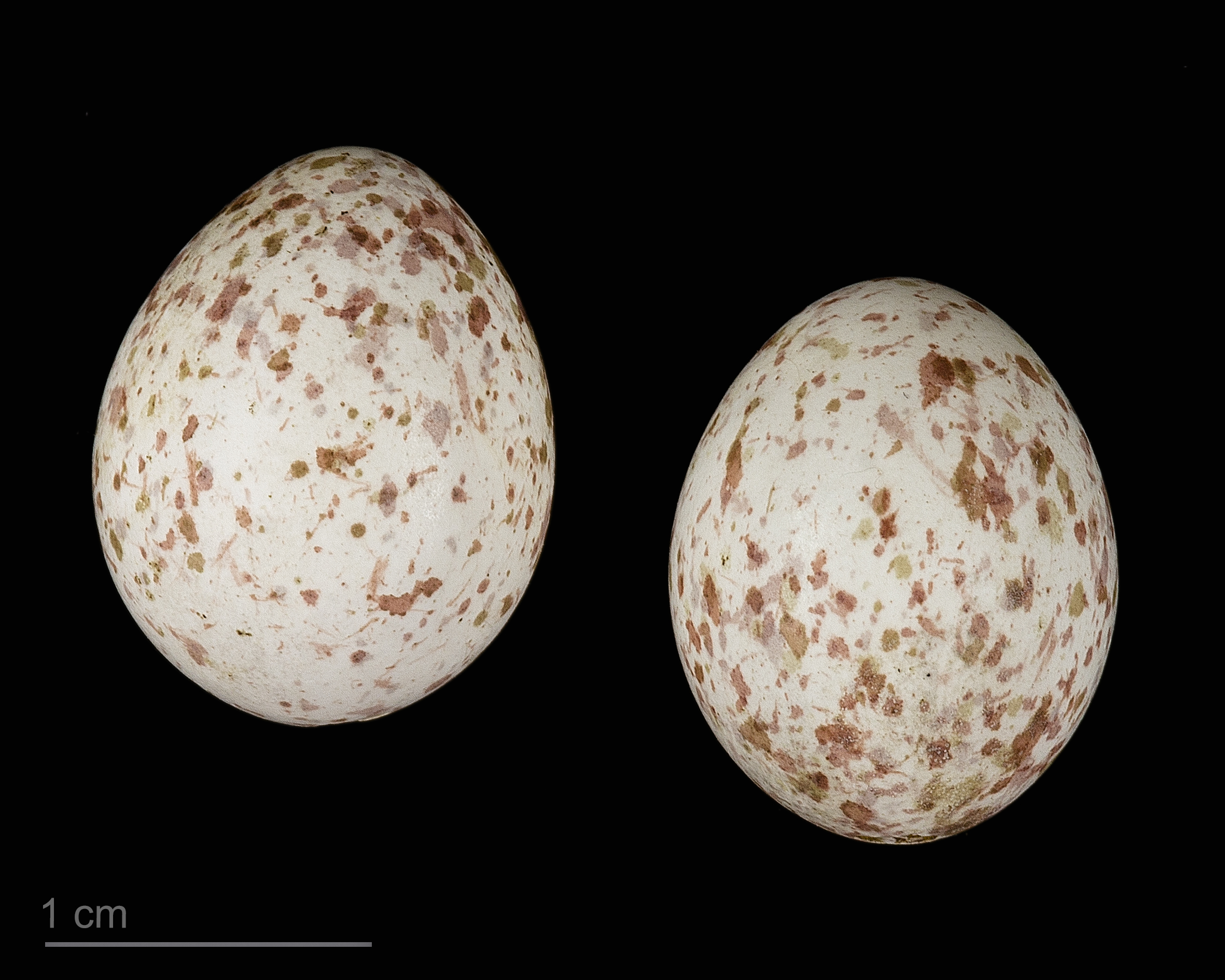
яйцо Cyanistes cyanus cyanus - Тулузский музей

Как и другие синицы средней полосы России, белая лазоревка приступает к размножению в апреле, хотя пары образуются значительно раньше — во второй половине февраля, когда стайки кочующих птиц постепенно распадаются. В брачный период самец ведёт себя демонстративно: медленно парит с ветки на ветку, усиленно чистит перья и подолгу поёт. Образование пары символизирует символическое кормление самки. С началом обустройства гнезда оба члена пары затихают и ведут себя достаточно скрытно, так что их трудно увидеть на расстоянии, особенно в глубине зарослей кустарника или в труднодоступном заболоченном участке леса.
Местом для гнезда обычно служит дупло старого лиственного дерева, чаще всего на расстоянии от 0,5 до 2 м от земли, редко до 3 м и выше. Иногда занимает пустоты одиночных нежилых строений типа сараев либо скалистые трещины. При случае занимает искусственные дуплянки. Строительством и обустройством гнезда занимается самка. В качестве строительного материала используется большое количество мха и шерсти мелких животных, которое затем смешивается до войлочного состояния с добавлением стебельков прошлогодней травы и кусочков ивового луба. Иногда в подстилке присутствует несколько перьев. Если дупло достаточно глубокое, то на его дно нередко добавляется большое количество травы и тонких веточек.
В сезон одна или две кладки (в течения мая и в конце июня), каждая из которых состоит, как правило, из 7—11 яиц. Они имеют сходство с яйцами других синиц — белые, с мелкими и редкими светло-коричневыми крапинками, более густыми со стороны тупого конца. Размеры яиц (15—17) х (12—14) мм. Насиживает одна самка в течение 13—14 дней. Птенцов выкармливают оба члена пары, по очереди принося в гнездо гусениц мелких бабочек. Вылет птенцов в возрасте около 16-и дней. Среди хищников наибольшую опасность для белой лазоревки в гнездовой период представляют лесные сони (Dryomys), уничтожающие яйца птиц.

## Питание
Преимущественно насекомоядная птица, питается куколками и личинками бабочек, клопами, тлёй, муравьиными львами, прямокрылыми (кузнечиками, сверчками), мухами, пчёлами, осами, муравьями и жуками. Кроме того употребляет в пищу различных пауков. В зимнее время кормится ягодами облепихи, семенами ели, берёзы, розы и чингиля (Halimodendron). Корм добывает в кустах, в кроне деревьев, в траве; зимой находит спрятанные запасы в трещинах коры. В отличие от других видов синиц расщепляет жёсткие стебли тростника и зонтичных трав, отыскивая спрятавшихся в них личинок насекомых.

## Систематика и подвиды

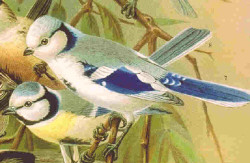
Белая лазоревка (сверху) и гибридная форма Cyanistes × pleskei (снизу)

Белая лазоревка была научно описана немецко-российским путешественником и исследователем Петером Палласом в 1770 году. Видовое латинское название cyaneus было заимствовано из древнегреческого слова «κύανoς» (в другой транскрипции «kýanos»), означающего синий цвет.
В большинстве изданий лазоревки (Cyanistes) традиционно рассматриваются в качестве подрода более широкой группы синиц (Parus). Ряд авторов, включая специалистов из Американского общества орнитологов, повысили ранг этого таксона до самостоятельного рода, основываясь на исследовании последовательности митохондриального цитохрома b, проведённого в первой половине 2000-х годов группой американских микробиологов. Согласно данным исследования, лазоревки не только представляют собой самостоятельную таксономическую единицу, но и не имеют близкого родства с остальными синицами.
Справочник Птицы мира перечисляет 8 подвидов белой лазоревки:
- C. c. cyanus, европейская белая лазоревка (Pallas, 1770) — Беларусь, европейская часть России на восток до подножий Урала.
- C. c. hyperrhiphaeus Dementiev & Heptner, 1932 — юго-западный Урал, юго-запад Сибири и северный Казахстан.
- C. c. yenisseensis (Buturlin, 1911) — южная и центральная Сибирь, Алтай, от северной Монголии на восток до северо-восточного Китая (включая Внутреннюю Монголию и Маньчжурию), Приморский край.
- C. c. tianschanicus Menzbier, 1884 — горные районы Тянь-Шаня юго-восточного Казахстана и прилегающих районов Кыргызстана на восток до северо-западных районов Китая (северный и западный Синьцзян).
- C. c. koktalensis Portenko, 1954 — равнинные районы северо-восточного Казахстана.
- C. c. carruthersi (E. J. O. Hartert, 1917) — Кыргызстан и северный Таджикистан (Алтай, западный Памир).
- C. c. flavipectus (Severtsov, 1873) — южный Кыргызстан (восточные склоны Алайского хребта, западные склоны Тянь-Шаня), северный Афганистан.
- C. c. berezowskii Pleske, 1893 — северо-восточные районы китайской провинции Цинхай.

В западной части ареала, где белая лазоревка распространена наряду с обыкновенной, нередки случаи гибридизации между этими двумя видами. Потомство обладает промежуточными характеристиками и именуется лазоревка Плеске - Cyanistes × pleskei. В конце XIX-начале XX века гибридных особей ошибочно рассматривали в качестве самостоятельного вида.